# Sebastian Husseini
Pas d'image ? Cliquez ici
Sebastian Husseini, né aux Émirats arabes unis est un pilote néerlandais de rallye-raid en quad.

## Palmarès

### Résultats au Rallye Dakar
- 2013 : 6e (1 victoire d'étape)
- 2014 : 3e (2 victoires d'étape) sur Honda

### Championnat du monde de rallye-raid
- Champion du monde des rallyes-raids en 2007
  - Vainqueur du Rallye de Tunisie de 2007, catégorie quad